# Ju-jitsu tại Đại hội Thể thao châu Á 2022
Ju-jitsu tại Đại hội Thể thao châu Á 2022 sẽ được tổ chức tại Xiaoshan Linpu Gymnasium, Hàng Châu, Trung Quốc, từ ngày 5 đến ngày 7 tháng 10 năm 2023.

## Lịch thi đấu
| P | Vòng sơ khảo & Đánh giá lại | F | Bán kết & Chung kết |

| ND↓/Ngày →        | 5/10 Thứ 5 | 5/10 Thứ 5 | 6/10 Thứ 6 | 6/10 Thứ 6 | 7/10 Thứ 7 | 7/10 Thứ 7 |
| ----------------- | ---------- | ---------- | ---------- | ---------- | ---------- | ---------- |
| Ne-waza Nam 62 kg | P          | F          |            |            |            |            |
| Ne-waza Nam 69 kg | P          | F          |            |            |            |            |
| Ne-waza Nam 77 kg |            |            | P          | F          |            |            |
| Ne-waza Nam 85 kg |            |            |            |            | P          | F          |
| Ne-waza Nữ 48 kg  | P          | F          |            |            |            |            |
| Ne-waza Nữ 52 kg  |            |            | P          | F          |            |            |
| Ne-waza Nữ 57 kg  |            |            | P          | F          |            |            |
| Ne-waza Nữ 63 kg  |            |            |            |            | P          | F          |

## Quốc gia tham dự
Tổng cộng có 189 vận động viên đến từ 28 quốc gia tranh tài tại bộ môn Ju-jitsu tại Đại hội Thể thao châu Á 2022
- Afghanistan (3)
- Bahrain (3)
- Campuchia (1)
- Trung Quốc (3)
- Đài Bắc Trung Hoa (1)
- Ấn Độ (11)
- Indonesia (1)
- Iran (2)
- Iraq (2)
- Jordan (8)
- Kazakhstan (16)
- Kuwait (6)
- Kyrgyzstan (9)
- Lào (2)
- Malaysia (2)
- Mông Cổ (16)
- Palestine (3)
- Philippines (11)
- Qatar (5)
- Ả Rập Xê Út (8)
- Singapore (9)
- Hàn Quốc (12)
- Tajikistan (5)
- Thái Lan (16)
- Turkmenistan (4)
- UAE (16)
- Uzbekistan (8)
- Việt Nam (6)

## Danh sách huy chương

### Ne-waza Nam
| Nội dung | Vàng                            | Bạc                           | Đồng                              |
| -------- | ------------------------------- | ----------------------------- | --------------------------------- |
| −62 kg   | Khaled Al-Shehi · UAE           | Khalid Al-Blooshi · UAE       | Abdulmalik Almurdhi · Ả Rập Xê Út |
| −62 kg   | Khaled Al-Shehi · UAE           | Khalid Al-Blooshi · UAE       | Mansur Khabibulla · Kazakhstan    |
| −69 kg   | Nurzhan Batyrbekov · Kazakhstan | Mohamed Al-Suwaidi · UAE      | Joo Seong-hyeon · Hàn Quốc        |
| −69 kg   | Nurzhan Batyrbekov · Kazakhstan | Mohamed Al-Suwaidi · UAE      | Aldiyar Serik · Kazakhstan        |
| −77 kg   | Koo Bon-cheol · Hàn Quốc        | Ali Seena Munfaredi · Bahrain | Mahdi Al-Awlaqi · Kuwait          |
| −77 kg   | Koo Bon-cheol · Hàn Quốc        | Ali Seena Munfaredi · Bahrain | Davaadorj Munkhtur · Mông Cổ      |
| −85 kg   | Fasial Al-Ketbi · UAE           | Kim Hee-seoung · Hàn Quốc     | Omar Tariq Nada · Ả Rập Xê Út     |
| −85 kg   | Fasial Al-Ketbi · UAE           | Kim Hee-seoung · Hàn Quốc     | Saeed Al-Kubaisi · UAE            |

### Ne-waza Nữ
| Nội dung | Vàng                        | Bạc                          | Đồng                              |
| -------- | --------------------------- | ---------------------------- | --------------------------------- |
| −48 kg   | Meggie Ochoa · Philippines  | Balqees Abdulla · UAE        | Phùng Thị Huệ · Việt Nam          |
| −48 kg   | Meggie Ochoa · Philippines  | Balqees Abdulla · UAE        | Kacie Tan · Thái Lan              |
| −52 kg   | Asma Al-Hosani · UAE        | Miao Jie · Trung Quốc        | Park Jeong-hye · Hàn Quốc         |
| −52 kg   | Asma Al-Hosani · UAE        | Miao Jie · Trung Quốc        | Jenna Kaila Napolis · Philippines |
| −57 kg   | Annie Ramirez · Philippines | Galina Duvanova · Kazakhstan | Shamsa Al-Ameri · UAE             |
| −57 kg   | Annie Ramirez · Philippines | Galina Duvanova · Kazakhstan | Orapa Senatham · Thái Lan         |
| −63 kg   | Shamma Al-Kalbani · UAE     | Sung Ki-ra · Hàn Quốc        | Marian Urdabayeva · Kazakhstan    |
| −63 kg   | Shamma Al-Kalbani · UAE     | Sung Ki-ra · Hàn Quốc        | Choi Hee-joo · Hàn Quốc           |

## Bảng tổng sắp huy chương
| Hạng                | Đoàn                | Vàng | Bạc | Đồng | Tổng số |
| ------------------- | ------------------- | ---- | --- | ---- | ------- |
| 1                   | UAE (UAE)           | 4    | 3   | 3    | 10      |
| 2                   | Philippines (PHI)   | 2    | 0   | 1    | 3       |
| 3                   | Hàn Quốc (KOR)      | 1    | 2   | 3    | 6       |
| 4                   | Kazakhstan (KAZ)    | 1    | 1   | 3    | 5       |
| 5                   | Bahrain (BHR)       | 0    | 1   | 0    | 1       |
| 5                   | Trung Quốc (CHN)    | 0    | 1   | 0    | 1       |
| 7                   | Thái Lan (THA)      | 0    | 0   | 2    | 2       |
| 7                   | Ả Rập Xê Út (KSA)   | 0    | 0   | 2    | 2       |
| 9                   | Mông Cổ (MGL)       | 0    | 0   | 1    | 1       |
| 9                   | Việt Nam (VIE)      | 0    | 0   | 1    | 1       |
| Tổng số (10 đơn vị) | Tổng số (10 đơn vị) | 8    | 8   | 16   | 32      |